# Johannes Höchsmann
Johannes Höchsmann (n. 24 septembrie 1841, Măgheruș, comitatul Târnava Mică - d. 17 februarie 1905, Sibiu) a fost un istoric și teolog sas transilvănean.
A absolvit studiile universitare la Jena.
A activat ca pastor evanghelic la Daneș, Motișdorf și Metișdorf, iar în cele din urmă ca decan (protopop) de Șelca (azi Șeica Mare, respectiv Șeica Mică).

## Scrieri
- Johannes Honterus, der Reformator Siebenbürgens und des sächsischen Volkes [Johannes Honterus, reformatorul Transilvaniei și al poporului săsesc], Wien 1896;
- Zur Geschichte der Gegenreformation in Ungarn und Siebenbürgen [Referitor la Contrareformă în Ungaria și Transilvania], în: Archiv für siebenbürgische Landeskunde 26 (1895);
- Georg Binder : Bischof der evangelisch-sächsischen Landeskirche in Siebenbürgen [Georg Binder: episcop al bisericii evanghelice-săsești din Transilvania], Kronstadt [Brașov] : Johann Gött's Sohn, 1897;
- Der Streit um die Concivilität [Disputa în jurul concivilității], în: Archiv für siebenbürgische Landeskunde 30 (1891);
- Siebenbürgens Geschichte im Zeitalter der Reformation [Istoria Transilvaniei în epoca Reformei], în: Archiv für siebenbürgische Landeskunde  35 (1908).